# Macedoni II
Macedoni II de Constantinoble (en llatí: Macedonius, en grec antic: Μακεδόνιος) va ser patriarca de Constantinoble entre l'any 495 i el 511. Era nebot de Genadi I.
El seu nomenament s'ha situat entre el 495 i el 496 (Teòfanes). Encara que havia reconegut al Concili de Calcedònia l'emperador el va persuadir de signar l'Henoticó de Zenó en el que aquell Concili era obviat. Va intentar reconciliar als monjos dels monestirs de Constantinoble (favorables a l'Henoticó) amb el patriarcat però no ho va aconseguir.
Va demanar a l'emperador de convocar un sínode o concili de bisbes per sancionar algunes de les normes del Concili de Calcedònia sense reconèixer el mateix concili. Encara que desautoritzat pels monjos, els va tractar amb suavitat i no va prendre mesures de càstig. Va ser generós amb el seu predecessor Eufemi de Constantinoble i amb un home que el va intentar assassinar a ell mateix. Finalment va dirigir un concili en el que els seguidors de Calcedònia van ser condemnats.
Va ser patriarca fins al 511 quan l'emperador el va deposar perquè implícitament mantenia l'autoritat de les doctrines calcedonianes, i per això se¡l va acusar de nestorianisme per part de l'emperador Anastasi, i el va succeir Timoteu I. Va ser desterrat sense judici i sense una investigació sobre la realitat de les acusacions, primer a Calcedònia i després a Euquita.
Finalment va ser condemnat en absència per jutges que estaven entre els acusadors. Molts eclesiàstics es van oposar a la destitució i la seva restauració era un dels objectius de la revolta de Vitalià el Got de l'any 514. Finalment va morir a l'exili el 516.
Va ser declarat sant i és honorat per les esglésies llatina i grega.